# アンドレイ・フセヴォロドヴィチ
アンドレイ・フセヴォロドヴィチ（ロシア語: Андрей Всеволодович、? - 1263年）は、歴代チェルニゴフ公のうちの1人である。在位：1246年 - 1263年。

## 生涯
一説によれば、チェルニゴフ公フセヴォロド・スヴャトスラヴィチの子であり、ミハイルがジョチ・ウルスに殺害された後のチェルニゴフ公国を統治したとされる（この場合、ミハイルとは兄弟となる）。また別の説では、フセヴォロド・ヤロポルコヴィチの子、ヤロスラフ・フセヴォロドヴィチの曾々孫にあたる人物であり、父の死後にチェルニゴフ公国を統治したとされる。
1263年、アンドレイの死を契機としてチェルニゴフは一時リトアニア大公国に接収されるが、ブリャンスク公ロマンがこれを解放し、自身の所領（ブリャンスク公国）に併合した。
妻はヴォルィーニ公ヴァシリコの娘・オリガ（1259年結婚）。